# Малые Ремезенки
Малые Ремезенки (эрз. Вишка Эрьмезенка)  — деревня в составе Большеремезенского сельского поселения Чамзинского района Республики Мордовия.

## География
Находится на расстоянии примерно 13 километров по прямой на запад-юго-запад от районного центра поселка  Чамзинка.

## История
Известна с 1869 года, когда была учтена как владельческая деревня Саранского уезда из 68 дворов.

## Население
Постоянное население составляло 42 человека (мордва 98%) в 2002 году, 36 в 2010 году .